# Escut de la Mancomunitat de les Valls
L'escut de la Mancomunitat de les Valls és el símbol representatiu oficial de la Mancomunitat de les Valls. Té el següent blasonament:
| « | Escut d'ogiva, truncat. Al primer quarter, en camper d'argent, una font d'atzur. Al segon quarter, en camp de sinople, cinc flors de tarongina d'argent. | » |

## Història
L'escut s'aprovà per Resolució de 22 de febrer de 1995, del conseller d'Administració Pública, publicada en el DOGV núm. 2.464, de 7 de març de 1995.
La font és un senyal al·lusiu a la Font de Quart, brollador que rega les terres de la vall de Segó, on està situada la mancomunitat de municipis. Les flors de tarongina, símbol del conreu bàsic de la vall, representen els cinc municipis que formen la mancomunitat.